# Christian Leberecht Vogel

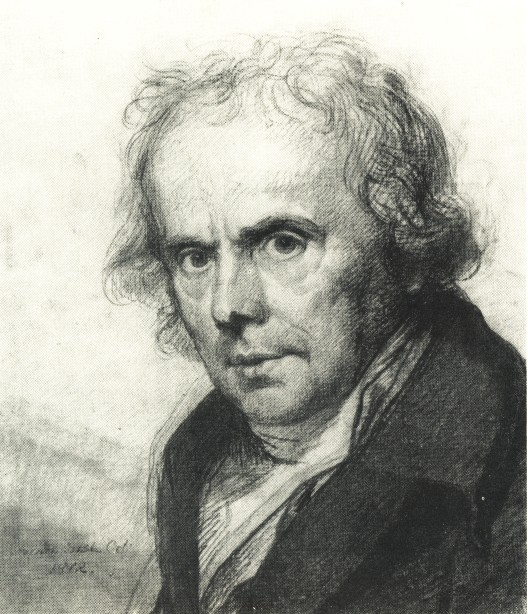
Christian Leberecht Vogel, porträtiert 1812 von seinem Sohn Carl Christian Vogel von Vogelstein

Christian Leberecht Vogel (* 6. April 1759 in Dresden, Kurfürstentum Sachsen; † 11. April 1816 in Dresden, Königreich Sachsen) war ein deutscher Maler, Zeichner und Kunsttheoretiker.

## Leben
Der Sohn eines kursächsischen Hofsattlers machte schon sehr früh durch sein künstlerisches Talent auf sich aufmerksam. So wurde das „Wunderkind“ bereits mit neun Jahren von dem Maler Johann Eleazar Zeissig, genannt Schenau (1737–1806), an der Dresdener Kunstakademie unterrichtet, wo er auch bald wegen seiner herausragenden Leistungen einen Ausbildungszuschuss bekam.
1780 war seine Ausbildung an der Akademie abgeschlossen und er kam durch seine Beziehungen als Freimaurer nach Wildenfels. Dort sollte er sowohl als Hofmaler als auch als Erzieher der Kinder des Magnus I. Graf zu Solms-Wildenfels tätig sein. Aus dieser Zeit stammen auch Buchillustrationen im freimaurerischen Sinn.

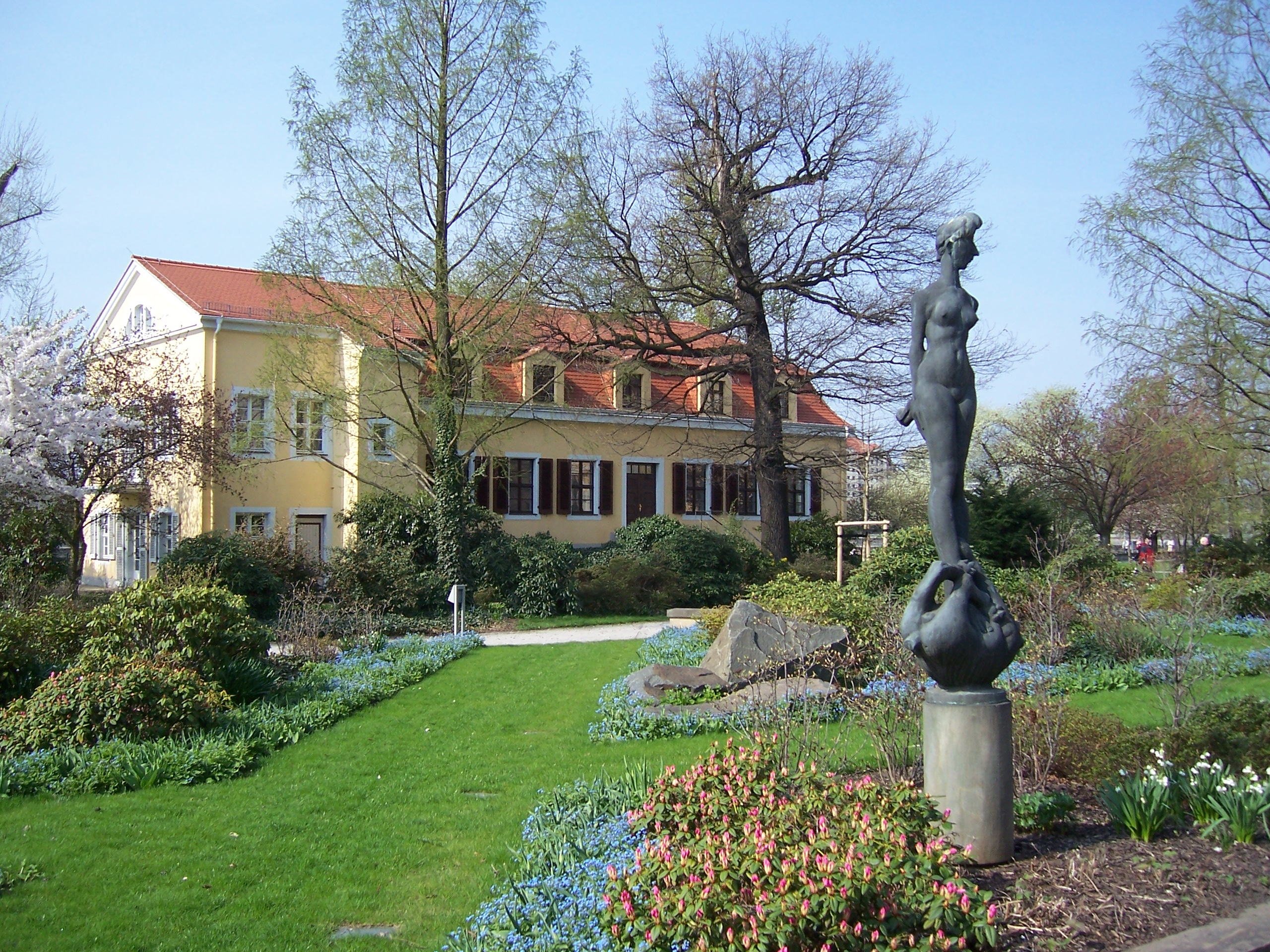
Das Vogelsche Gartenhaus in Dresden

Zu seinen Aufgaben gehörte es, zusätzlich die Familie in Porträts zu dokumentieren, zwei Säle mit großen Deckengemälden zu gestalten und eine Vielzahl von Räumen mit Supraporten zu bereichern. Er betätigte sich sogar als Architekt; ein Jagdhaus wurde nach seinen freimaurerischen Gestaltungsideen verwirklicht.

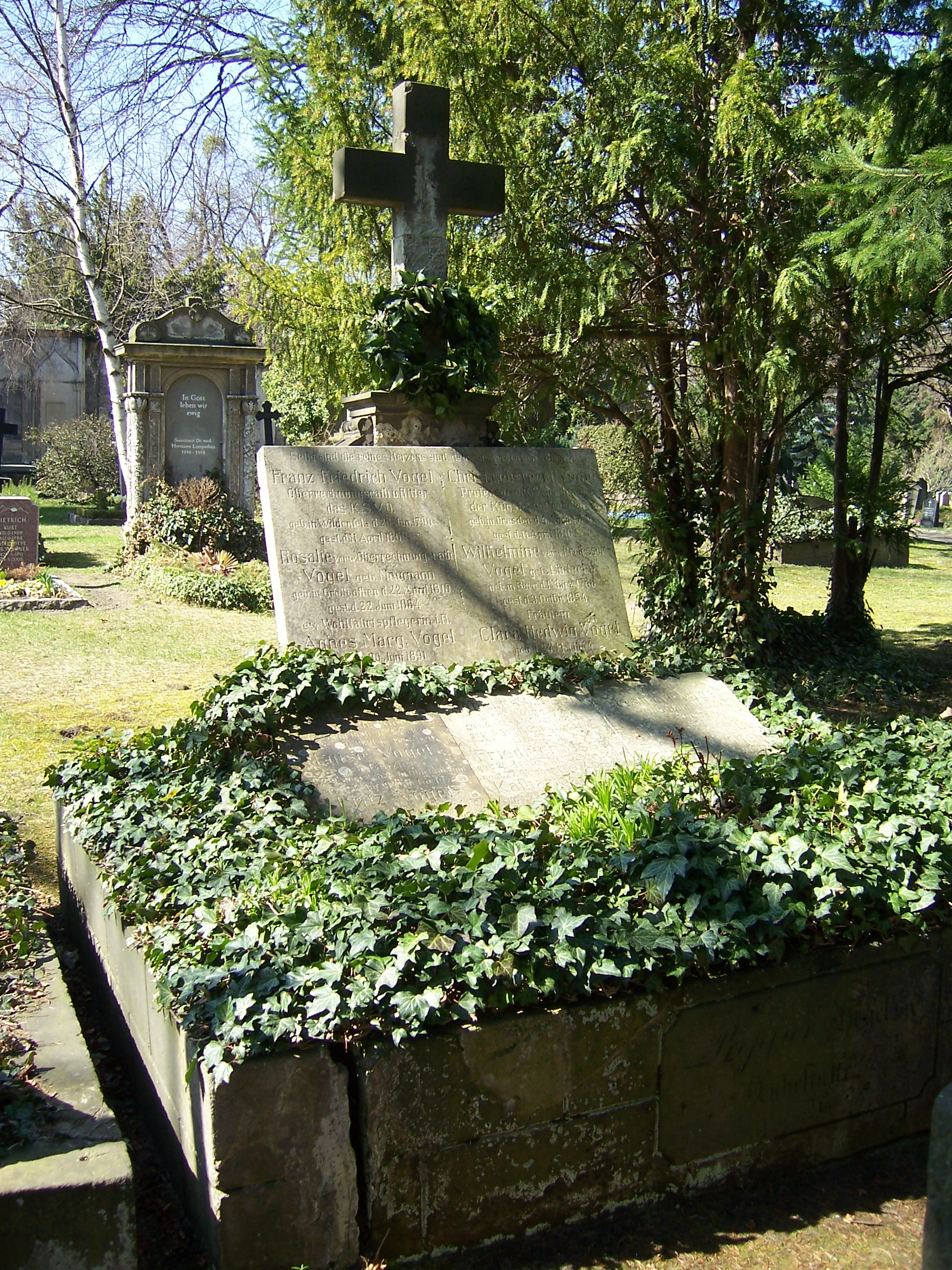
Grab Vogels auf dem Trinitatisfriedhof

In Wildenfels heiratete er 1785 Wilhelmine Lüdecke, die Kammerzofe. Aus dieser Ehe stammt sein erster Sohn Carl Christian Vogel, der 1831 als sächsischer Hofmaler und Professor der Akademie mit dem Zusatz von Vogelstein geadelt wurde.
Vogels Wirkungsbereich war aber nicht nur auf Wildenfels beschränkt, sondern er arbeitete auch sehr viel für die Grafen in der Nachbarschaft, vor allen Dingen für die von Schönburg und von Einsiedel. Inzwischen hatte er sich auch auf seinem Spezialbereich, dem Kinderbildnis hervorgetan und sich mit seinen gefühlvollen, geistreichen Darstellungen einen Namen gemacht.

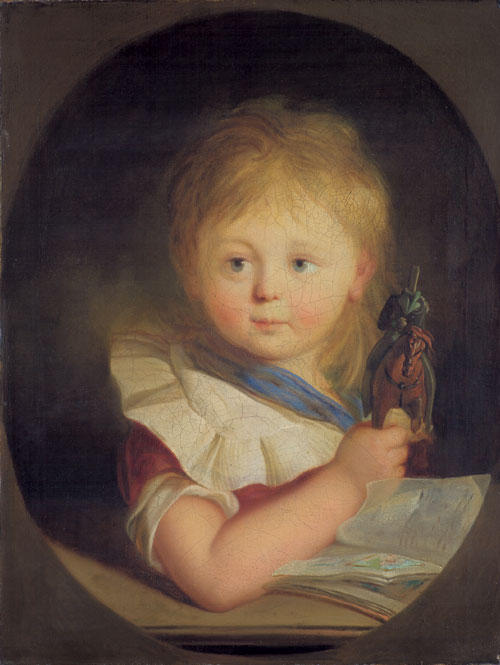
Christian Leberecht Vogel – Bildnis eines Kindes, vor einem Bilderbuch (ca. 1810)

1804 ging er nach Dresden zurück, um dort an der Akademie eine Lehrtätigkeit aufzunehmen. 1814 bekam er eine Anstellung als ordentlicher Professor. Unweit des heutigen Hotels Bellevue wurde von 1811 bis 1814 ein Gartenhaus nach Plänen von Christian Friedrich Schuricht für Vogel errichtet, das sogenannte Vogelsche Gartenhaus. Vogel starb 1816 in Dresden. Sein Grab befindet sich auf dem Trinitatisfriedhof in Dresden.
Heute schätzt man immer noch an Vogels Bildern die humanistische Botschaft seines von der Empfindsamkeit geprägten Menschenbildes, dem er in verschiedenen Techniken sensibel nachspürte, um ihm mit Farbe und Form einen einfühlsamen, sensualistischen Ausdruck zu geben. Die Gemäldegalerie Alte Meister in Dresden besitzt seine Gemälde Kind mit Puppe und Des Meisters Söhne.

## Veröffentlichungen
- Ideen über die Schönheitslehre in Hinsicht auf sichtbare Gegenstände überhaupt und auf bildende Kunst insbesondere. Dresden 1812.
- Reflexionen über die Form und örtlichen Verhältnisse der Helligkeit und Dunkelheit der umgebenden Materie der Kometen … Dresden 1812.
- Ideen zur Farbenlehre (handschriftlicher Entwurf), abgedruckt in: Hermann Vogel von Vogelstein, Die Farbenlehre des Christian Leberecht Vogel. Dissertation Greifswald 1998.